# ولاشجرد (تویسرکان)
ولاشجرد (تویسرکان)، روستایی از توابع بخش قلقل‌رود شهرستان تویسرکان در استان همدان ایران است.
ولاشجرد كه قبلا مركز پادشاهي بلاش اول، دوم و سوم بوده است در گذشته بلاشگرد بوده و در حال حاضر ولاشجرد است.(جِردمعرّب گِرد از پسوندهای پهلوی برای نام گذاری مکان ها و شهرهااست) ميزان قدمت روستا بالاتر از 6500 سال مي‌باشد.

وجود مزار گبريها در شرق اين روستا، نمايانگر قدمت اين روستا قبل از ميلاد مسیح مي‌باشد. وجود تپه نقاره‌ خانه از آثار تاريخي مهمي مي‌باشد كه در زمان كريم‌خان‌زند قلعه مهرعلي‌خان  تکلو كه همان ولاشجرد مي‌باشد را به توپ بسته است. امروزه از قلعه مهرعلي خان كه رفته‌رفته تخريب گرديده ديگر به جز چند خانه قديمي باقي نمانده است. وجود طوايف زياد در اين روستا نشان از قدمت تاريخي اين روستا دارد.
اين روستا داراي 4 مسجد مي‌باشد كه در هر محل (محله حسنی، نظری، فریدونی و نادری) به طور جداگانه قرار گرفته‌اند.
در شعر زیر به برخی از مطالب فوق اشاره شده است که حاکی توجه شاعران به این بخش از کشور است:
دارالامان و خانه ایمان ولاشجرد
فصل گل از شکوه تو حیران ولاشجرد
همچون زمردی به نظر از فراز کوه
داری به دور خود گل و ریحان،ولاشجرد
دلچسب باشد آب و هوایت به هر فصلی
هامون و کوه و باغ تو الوان ولاشجرد
در کوچه های تو هر دم صبا نماید سیر
خفته میان باغ و گلستان،ولاشجرد
داری بقاع متبرک،حسینیه،مسجد
زیباتر از تبسم باران،ولاشجرد
اهل تو ساعی اند و شجاع و خداباور
هر صعب و سخت پیش تو آسان ولاشجرد
پرورده ای شهید به دامان خود بسیار
زان رو خوشی همیشه چو بستان ولاشجرد
بانی تو شهی است که نامش "پلاش" بود
سلطان نشین کشور ایران ولاشجرد
انگور داری و دوشاب و گردو و بادام
خوشحال و شاد از سفر به تو،مهمان ولاشجرد
"نقاره خانه" تپه تاریخی تو است
کو "مهرعلی" و قلعه آن خان ولاشجرد؟
آباد باش و بمان ایمن از گزند دهر
ای پیر سرفراز همه دوران ولاشجرد.

## مردم
مردم این روستا لر هستند و به زبان لری سخن می گویند.

## جمعیت
این روستا در دهستان میان رود قرار دارد و براساس سرشماری مرکز آمار ایران در سال ۱۳۹۵، جمعیت آن ۹۳۴ نفر (۲۸۸ خانوار) بوده‌است.
و اين در حالي است كه بالغ بر چند هزار نفر از اهالي اين روستا در خارج از  ولاشجرد به صورت مهاجر زندگي مي كنند كه اين مهاجرت طي يك قرن اخير صورت گرفته است.

## محصولات کشاورزی
گندم، ذرت، جو، گردو، انگور، خیار، گوجه و... از محصولات کشاورزی ولاشجرد میباشد.سوغات ولاشگرد شیره انگور است.